# Orquestras sociais
Orquestras sociais ou orquestras comunitárias são grupos formados em projetos sociais de música, geralmente por crianças e adolescentes. As Orquestras Sociais possuem o foco do seu trabalho em práticas musicais baseadas na construção coletiva de conhecimento. No âmbito de uma orquestra social, os processos educativos são compreendidos pelo conjunto de aprendizagens que se dão, a partir da convivência, nos mais variados aspectos que surgem nos ensaios, viagens, festas do grupo e concertos. Esses processos educativos são de natureza musical, cultural e humana.
Essa interações sociais acabam favorecendo o desenvolvimento de relações de afeto, de processos criativos, de desenvolvimento da imaginação e da sensibilidade auditiva, o que proporciona um diálogo entre os músicos, dos músicos com o regente, com os arranjadores, com o público e, também de cada músico consigo mesmo.

## Repertório
Em geral, os projetos sociais que atuam na formação de orquestras enfatizam a importância com o social, fazendo uso da música como um meio transformador. Em contrapartida, muitos projetos não dão ênfase a progressividade do desenvolvimento técnico dos alunos que pretendem seguir na carreira musical, com isso, surgem lacunas no que concerne a formação técnica. Na maioria dos casos, os projetos que priorizam o lado social fazem uso de arranjos e adaptações que facilitam a execução, porém sem procedimentos técnicos graduais, o que faz com que a técnica e o repertório fiquem limitados.
Os projetos desenvolvem algumas práticas orquestrais com objetivo de ampliar o conhecimento no repertório, porém há uma carência de um repertório progressivo que possa contribuir para a sistematização gradual a cada ano de evolução do grupo.

## Sistema de Nivelamento
O trabalho com orquestras, coros ou bandas estudantis requer do regente um constante cuidado com o processo de aprendizado dos alunos que compõem tais grupos, além de uma constante busca por informação, sendo que a escolha de repertório, assim como a elaboração de arranjos – prática comum dos regentes de banda – precisa respeitar a realidade técnica dos grupos. Um fator importante a ser observado em grupos estudantis se refere à instrumentação disponível em cada banda ou orquestra estudantil, que dificilmente possui um mesmo padrão instrumental.
Para estímulo à criação de novas obras para orquestra por parte de compositores brasileiros, com direcionamento artístico e forte fundamentação pedagógica, foi preparada uma Tabela de Parâmetros Técnicos para Cordas. O objetivo é contribuir para a pesquisa na área, sintetizando os conhecimentos já disponibilizados na literatura mundial sobre o tema, além de iniciar um estudo para incluir e classificar características rítmicas da música brasileira.
A Tabela de Parâmetros pode constituir uma grande ferramenta de apoio para os compositores, arranjadores e regentes, através de seus exemplos e conselhos – desde que seus critérios sejam respeitados e levados a sério por esses profissionais. Quando a escolha da obra a ser utilizada pelo grupo seja uma obra original ou um arranjo adequado ao conjunto – leva em consideração o seu nível técnico, não só permitirá um execução primorosa como também proporcionará ao grupo uma excelente experiência musical.
Com objetivo de contribuir para essa escassez de repertório gradual específico para orquestras e grupos iniciantes, o arranjador e regente Vinícius Louzada disponibiliza o portal Arranjos para Orquestras Sociais (APOS) para contribuir no desenvolvimento do trabalho das orquestras de formação, e também oferecer um canal para que arranjadores e compositores possam fornecer seus arranjos e composições. Este trabalho é um produto do Programa de Mestrado Profissional em Ensino das Práticas Musicais (PROEMUS) desenvolvido no ano de 2022. 

## Ligações Externas
- Tabela de Parâmetros Técnicos para Cordas
- Programa de Mestrado Profissional em Ensino das Práticas Musicais (PROEMUS)
- Pequeno Guia Prático para o Regente de Banda.